# Gut Sandbeck

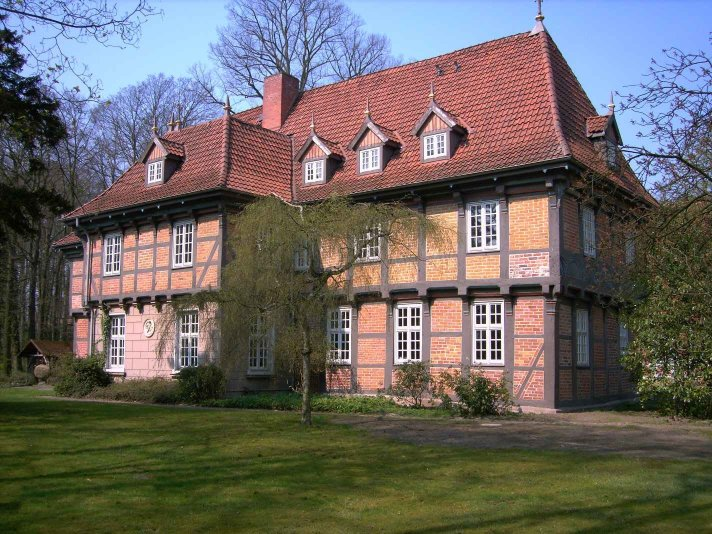
Rückseite des Haupthauses von Gut Sandbeck

Gut Sandbeck, ein ehemaliger Rittersitz, befindet sich im Landkreis Osterholz am Scharmbecker Bach der Kreisstadt Osterholz-Scharmbeck. Nach umfangreicher Restaurierung dient es seit 1981 als Kulturzentrum der Stadt.
Die Gebäude stehen unter Denkmalschutz (siehe auch Liste der Baudenkmale in Osterholz-Scharmbeck).

## Geschichte

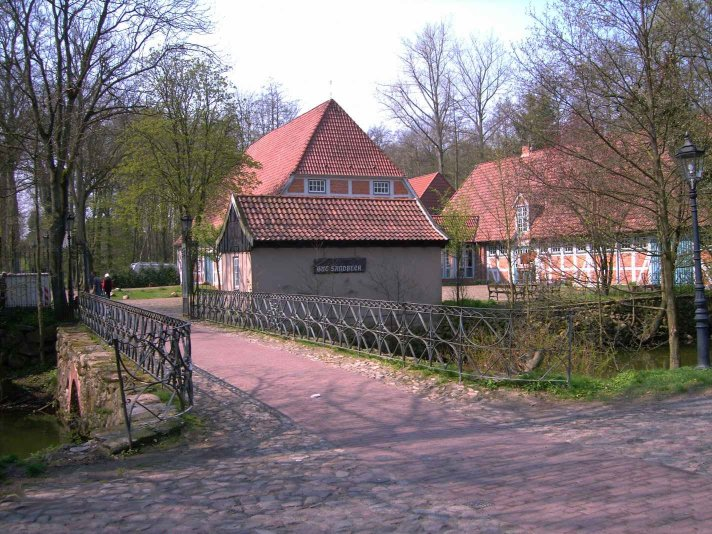
Eingang zum Gut Sandbeck

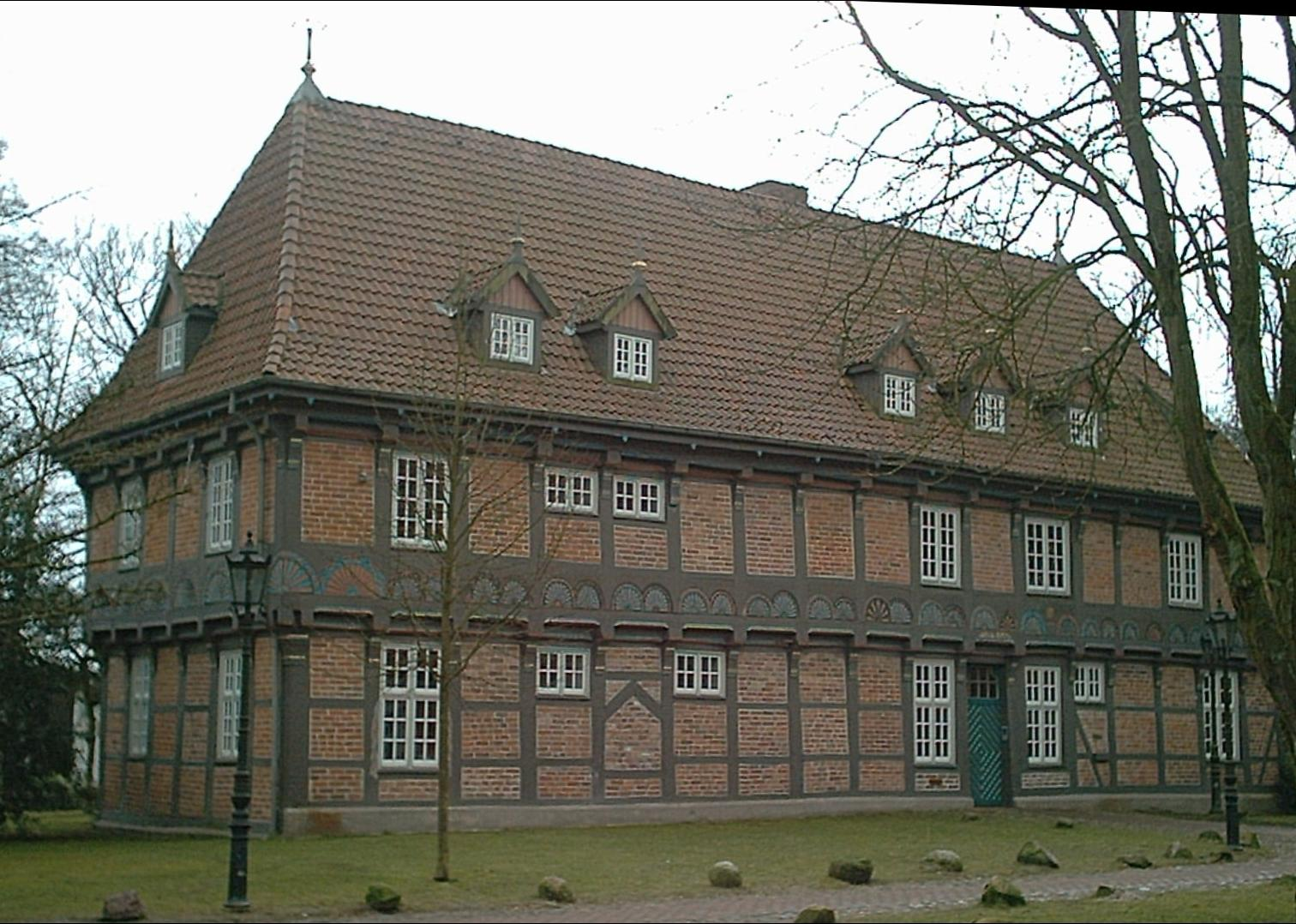
Vorderseite des Haupthauses aus Richtung Scheune

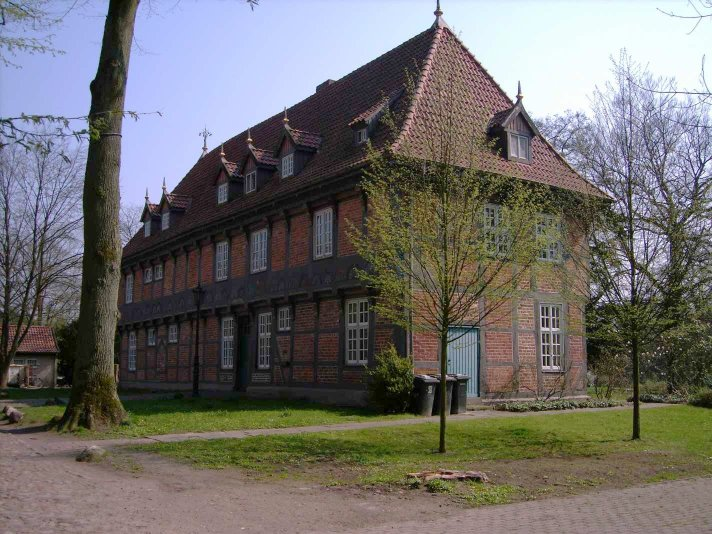
Vorderseite des Haupthauses

Die Börde Scharmbeck bestand wohl bereits 768, wird aber erst 1043 als Scirnbeci urkundlich erwähnt. Die Namen Sandbeck und Scharmbeck sind letztlich identisch und Variationen von Scirnbeci; originärer Namensgeber ist der Scharmbecker Bach, der nach Süden zur Hamme fließend, den Hammebogen schließt.
1182 wurde der Name von Westerbeck (Westerbike) erstmals genannt; zu diesem Zeitpunkt waren solche Namen in den Urkunden noch häufig örtliche Herkunftsbezeichnungen und nicht immer feste Familiennamen.
1233 wurde der Ort Sandbeck erstmals durch Bertholdus von Westerbike, dem Ministerialen der Kirche von St. Petri zu Bremen, genannt, da er seinen Besitz in Sandbeck für 30 Mark an das Kloster Osterholz verkaufte.
Das Kloster gab ihn 1331 weiter und so wurde ein Geschlecht von Sandbeck erstmals erwähnt. Auch diese Ortsbezeichnung nach der Herkunft einer Person (von Stand) entwickelte sich zum festen Namensbestandsteil und seit 1343 existierte das Briefsiegel des Heyno von Sandbeck: ein klarer Bach (vermutlich der Scharmbecker Bach) auf blauem Feld und offener Helm mit drei Pfauenfedern. Auf dem Siegelring ist dieses Siegel spiegelverkehrt und der kristallklare Bach fließt von links oben nach rechts unten; im Siegel der Urkunden selbst erscheint es „korrekt“ von rechts oben nach links unten.
1454 gingen Berthold und Heino von Sandbeck mit der Stadt Bremen ein Bündnis ein, vermutlich auch, um Bundesgenossen  bei ihren Streitigkeiten mit den Pröpsten zu erhalten, die als Schirmherren des Nonnenklosters in Osterholz die Lehensverpflichtungen des Gutes überwachten.
Dieses Bündnis wurde dann eingefordert und 1499 führte Bart(h)old von Sandbeck 700 Mann in die Schlacht bei Weddewarden (siehe Geschichte von Hadeln und Wursten), da Erzbischof Johann III. Rode von Wale in Wursten eingriff, das sich wiederum im Bündnis mit dem Grafen Johann von Oldenburg befand.
Die Lehenslast drückte die von Sandbeck auch weiterhin: 1455 und 1500 waren Höhepunkte dieser Unstimmigkeiten, die zum Einschreiten des Erzbischofs von Bremen führte.
Deshalb wurde 1513 das Kloster Osterholz noch einmal in einem offiziellen Akt mit den Sandbeckern belehnt. An einem Sonntag (Laetare) lud deshalb der Propst Johann Widdenbrügge ins Kloster ein: als Zeugen erschienen der Bürgermeister von Bremen Marten Heyenbroch, die Gutsherren Warner von der Hude und die Gutsherren Gebrüder Cordt. Damit unterstrich der Erzbischof von Bremen, wer in der Region die weltliche Macht ausübte; eine Verweigerung hätte den Beginn einer Fehde bedeutet und die Sandbecker hätten ihr Lehen wohl verloren, weshalb sich Just von Sandbeck (wie damals üblich) tränenreich – vor seinem Gefolge – dem Kloster verpflichtete.
1540 starb Just von Sandbeck, allerdings wurden auch damit die Konflikte zwischen beiden Seiten auf Dauer nicht endgültig beendet.
1575 wurde das heutige Herrenhaus im – heute so bezeichneten – Stil der Weser-Renaissance gebaut; durch die beiden Querungen des Scharmbecker Bachs bleibt die ursprüngliche Errichtung als Wasserburg jedoch bis heute sichtbar. Bauherr war Johann von Sandbeck, Baumeister der Bremer Ratszimmermeister Johan Stollink, der 1609 auch Obergeschoss und Dachstuhl des Bremer Rathauses geschaffen hatte.
Am  17. April 1552  führt die Basdahler Ritterschaft ein Satting (Sate) in Scharmbeck durch: 328 Pferde und 3483 Mann Fußvolk sollte die Region bis Lesum als Heerfolge im Kriegsfall stellen. Zwei Pferde entfielen dabei auf das Rittergut.
Die Auseinandersetzungen mit dem Kloster eskalierten 1613; Herman und Joachim von Sandbeck wurden angeklagt, mit gespannten Pistolen und gezückten Degen in die Häuser zweier Klostermeier eingedrungen zu sein und dort erheblichen Schaden angerichtet zu haben. Ein Klostermeier wurde gröblich misshandelt, ein anderer grob behandelt und gescholten. Anlass dieses wenig rühmlichen Verhaltens war ein auf die beiden gedichtetes Spottlied, welches die Klostermeier gesungen hatten. Der Grund für das Spottlied waren die häufige Übergriffe der beiden Brüder auf die Klostermeier.
1705 starb Jürgen Franz von Sandbeck im Amt als königlich schwedischer Landrat.
Aus schweren Steinquadern wurde 1773 ein Mühlenstau errichtet und eine Wassermühle errichtet.
Hausherr von 1789 bis 1840 war Gottlieb Ernst von Sandbeck; unter seiner Regie war 1800 das Gut als „Edelhof“ bekannt und wies 175 Stellenbesitzer aus, u. a.:
- 46 in Westerbeck
- 20 in Sandbeckerbruch
- 13 in Bargten

In der Bremer Franzosenzeit von 1812 bis 1813 war Gottlieb Ernst von Sandbeck Maire (Bürgermeister) der Mairie Scharmbeck.
1855 starb der letzte Hausherr, Friedrich Christian Heinrich August von Sandbeck und das ehemals große Gut – es besaß mehr als 10.000 Morgen Land –  war dermaßen hoch verschuldet, dass es im selben Jahr für 140.000 Taler an den Bankier Carl Hostmann aus Celle verkauft werden musste, der es durch Teilverkäufe stark verkleinerte.
1862 wechselte es für 70.000 Taler in den Besitz eines Herrn Thörnau und war 1875 noch etwa 250 Morgen groß.
1886 erwarb Karl Wilhelm Hermann Freiherr von Hodenberg (1830–1913) das Gut. Nach seinem Tod vermachte er den Besitz seinem Sohn Paul von Hodenberg. Flächenmäßig war das Gut immer noch der größte Hof der gesamten Umgebung.
Zwischen 1955 und 1975 wechselte das Gut mehrmals den Eigentümer, bevor die Stadt Osterholz-Scharmbeck am 23. September 1975 die Restfläche (einschließlich der fünf vorhandenen Gebäude) für 380.000 DM von der Versicherungsgesellschaft IDUNA erwarb.
Während dieser wechselvollen Zeit wurde der jeweils mehr oder weniger geeignete Wohn- sowie Nutzungsraum im Haupthaus, der großen Scheune und den daranliegenden Gebäuden an Firmen und Privatpersonen vermietet.
Die Stadt restaurierte zunächst (bis 1979 lediglich in den unteren Bereichen, später komplett übergreifend) nur das Haupthaus und baute es zum Kulturzentrum Gut Sandbeck aus. Die Instandsetzung kostete insgesamt 1,6 Millionen DM und wurde am 4. Juni 1981 zunächst mit der feierlichen Einweihung abgeschlossen. Die ursprüngliche Wassermühle von 1773 war schon 1971 abgebrochen worden, der Mühlenstau existiert aber noch. 1984 folgte die Restaurierung der Großen Scheune und 1987 der Kleinen Scheune; die seitdem kulturell genutzt werden.
Das Gutshaus und die Theaterscheune war im September 2011 Drehort für die Fernsehserie Jümmer Justizgeschichten, die von der Hamburger Produktionsfirma miramedia im Auftrag des NDR produziert worden war.

## Denkmalschutz
Denkmalgeschützt sind die Gebäude und Ablagen:
- Herrenhaus von um 1575,[3]
- Gutspark mit altem Baumbestand und Alleen,[4]
- Gewölbebrücke von um 1750 über den Burggraben,[5]
- Scheune Gut Sandbeck von 1850, heute Theaterscheune,[6]
- Graftanlage (Wassergräben als ehemaliger Burggraben),[7]
- Mühlenwehr von 1733 (Datierung auf Sandsteinbalken) südlich der Graft.[8]

## Hinweis
- Das Gelände (mit seinen Skulpturen) kann frei betreten werden.
- Das Herrenhaus steht für Eheschließungen zur Verfügung; so fand dort z. B. am 15. Juli 2006 die Heirat von Tim Borowski und Lena Mühlbacher statt.
- Die Große Scheune Gut Sandbeck von um 1850 dient als Theater.